# 亞莉特克拉·布魯
亞莉特克拉·布魯（英語：Alektra Blue，1983年6月9日—）是名美國色情演員。
布魯出生於亞利桑那州鳳凰城，成長於德州達拉斯。她在2005年1月進入成人業界。帶她進入業界的是她好友塔琳·湯瑪斯（Taryn Thomas）。布魯現任丈夫是成人男星與導演Pat Myne。
2008年4月，布魯成為《閣樓》當月閣樓寵物，並與邪惡影像簽下專屬合約。
布魯曾客串女神卡卡與碧昂絲在2010年合作的《Telephone》音樂錄影帶。她也與邪惡影像專屬女星凱拉妮·雷（Kaylani Lei）一同出席2010年4月的言論自由聯盟（Free Speech Coalition）「All-Star Anti-Piracy PSA」活動。

## 獎項
- 2006年 F.A.M.E. Award – 年度最受歡迎新人(與Brandy Talore)[10]
- 2010年成人影帶新聞獎 – 最佳團體性愛場景 – 《2040》[11]
- 2011年成人影帶新聞獎 – 觀眾獎 – 最佳胴體[12]

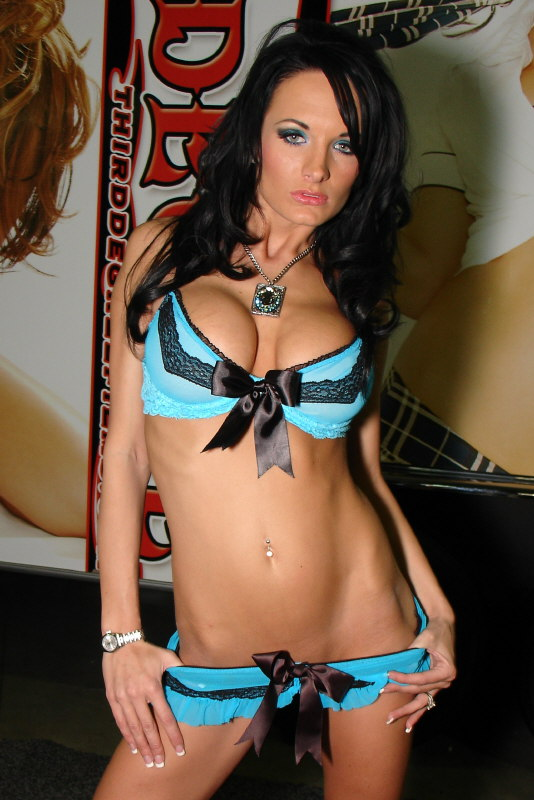
布魯於2007年

## 外部連結
- 官方網站
- 亞莉特克拉·布魯的MySpace主頁
- 邪惡影像簡介